# ارکی فوتسپ
ارکی فوتسپ (استونیایی: Erki Pütsep؛ زادهٔ ۲۵ مهٔ ۱۹۷۶) دوچرخه‌سوار اهل استونی است.
وی در بازی‌های المپیک تابستانی ۲۰۰۴ شرکت کرده است.